# Sanções internacionais durante a Guerra Russo-Ucraniana

Mapa dos países que implementaram sanções contra a Rússia:
Rússia
Países que introduziram sanções
Países da União Europeia que introduziram sanções coletivamente

As sanções internacionais durante a Guerra Russo-Ucraniana são uma série de sanções contra a Rússia e a Crimeia instituídas a partir de 2014 pelos Estados Unidos, União Europeia (UE) e por outros países ocidentais. Depois da  invasão à Ucrânia em 2022, um grande conjunto de novas sanções foram impostas.
Atualmente, a Rússia é o país sob algumas das mais pesadas sanções econômicas da história. Como resultado, a economia sofreu forte retração, a inflação subiu, empresas internacionais anunciaram boicotes à nação e os índices de qualidade de vida se retraíram. No geral, as sanções tiveram um impacto na queda de produtividade e retração do PIB, porém especialistas apontaram que a economia russa se mostrou mais resistente do que o esperado, com o PIB do país caindo menos de 4%. Vladimir Putin havia preparado a economia do seu país por quase uma década, estocando microchips e matérias primas. Uma das áreas mais afetadas foi o setor de manufatura, que teve um impacto considerável. A inflação também ficou acima de 11%, enquanto os déficits das contas públicas dispararam.

## Primeiras sanções
As sanções internacionais foram impostas durante a intervenção militar da Rússia na Ucrânia, que começou no final de fevereiro de 2014. As sanções, aplicadas pelos Estados Unidos, União Europeia e outros países e organizações internacionais visam indivíduos, empresas e funcionários russos. Após essas sanções, a Rússia implementou contra-sanções, incluindo um embargo alimentar em 2014 contra vários países, incluindo a proibição total das importações de alimentos da UE, Estados Unidos, Noruega, Canadá e Austrália.
As sanções da União Europeia e dos Estados Unidos continuam em vigor desde maio de 2019. Em dezembro de 2019, a UE anunciou a extensão das sanções até 31 de julho de 2020. Em dezembro de 2020, a UE prorrogou novamente as sanções até 31 de julho de 2021.
As sanções contribuíram para o colapso do rublo russo e para a crise financeira russa. Também causaram danos econômicos a vários países da UE, com perdas totais estimadas em 100 bilhões de euros (em 2015). Em 2014, o Ministro das Finanças da Rússia anunciou que as sanções custaram à Rússia $ 40 bilhões, com outra perda de $ 100 bilhões em 2014 devido à queda no preço do petróleo no mesmo ano impulsionada pelo excesso de petróleo em 2010. Após as últimas sanções impostas em agosto de 2018, as perdas econômicas incorridas pela Rússia chegam a cerca de 0,5 a 1,5% do crescimento do PIB precedente.
Além das sanções, o presidente russo Vladimir Putin acusou os Estados Unidos de conspirar com a Arábia Saudita para enfraquecer intencionalmente a economia russa ao diminuir o preço do petróleo. Em meados de 2016, a Rússia havia perdido cerca de $ 170 bilhões devido a sanções financeiras, com outros $ 400 bilhões em receitas perdidas de petróleo e gás.
De acordo com autoridades ucranianas (Liubov Nepop, o Chefe da Missão Ucraniana na UE, e Petro Poroshenko, o presidente da Ucrânia) as sanções forçaram a Rússia a mudar sua abordagem em relação à Ucrânia e prejudicaram os avanços militares russos na região. Representantes desses países afirmam que suspenderão as sanções contra a Rússia somente depois que Moscou cumprir os acordos de Minsk II.

## Novas sanções
Seguindo-se à escalada do conflito com a invasão em larga escala da Ucrânia pela Rússia em 2022, um grande conjunto de novas sanções foi imposto pelos Estados membros da OTAN e da União Europeia, e outros países como o Japão, Austrália, Nova Zelândia, Taiwan e Suíça, com o objetivo de exercer pressão sobre suas finanças, energia, transportes e comércio. Entre elas:

Áreas em rosa mostram as regiões ocupadas pela Rússia na Ucrânia em 2022

- Fechamento do espaço aéreo da União Europeia, dos Estados Unidos e Canadá para todas as aeronaves da Rússia.[20]
- Severa limitação ao acesso do Banco Central da Rússia às suas reservas internacionais e término de todas as operações da União Europeia com o BCR.[21]
- Exclusão de vários dos principais bancos russos do sistema bancário internacional SWIFT,[21] uma rede de alta segurança que facilita os pagamentos entre cerca de 11 mil instituições financeiras em 200 países. Vários bancos russos foram proibidos de operar em diversos países.[19]
- Bloqueio das transmissões na UE das mídias russas Russia Today e Sputnik.[21]
- Sanções financeiras, incluindo congelamento de depósitos bancários e imobilização de bens, contra oligarcas e políticos russos,[20] incluindo o presidente Putin, o primeiro ministro Mikhail Mishustin e o ministro das relações exteriores Sergey Lavrov,[19] e mais 351 parlamentares russos que votaram a favor do reconhecimento das regiões separatistas ucranianas de Donetsk e Luhansk como estados independentes.[22]
- Sanções contra empresas russas que produzem aviões de combate, drones, tanques, armamentos e sistemas eletrônicos usados na guerra.[20]
- Término do contrato do gasoduto Nord Stream 2 que deveria levar gás russo para a Alemanha.[20]
- O Banco Mundial encerrou todos os seus programas na Rússia.[23]
- Todos os membros do Conselho Ártico para cooperação na região circumpolar suspenderam sua participação no colegiado, salvo a Rússia, que em 2022 ocupava a presidência.[24]
- A Organização Europeia para a Pesquisa Nuclear removeu a Rússia da condição de observadora, proibiu sua participação nas reuniões, e por tempo indeterminado suspendeu todas as futuras colaborações.[25]
- A Comissão Europeia suspendeu todos os financiamentos em vigor para instituições russas de pesquisa e inovação e todos os planos para projetos futuros.[26] Paralelamente, a Associação Universitária Europeia aconselhou que todas as suas afiliadas revisem seus projetos com instituições e universidades russas para garantir que somente sejam levadas a efeito colaborações com entidades que compartilhem dos valores europeus, e suspendeu 12 universidades russas cujos reitores se posicionaram a favor da guerra.[27]
- A Agência Espacial Europeia congelou até segunda ordem seu programa de colaboração com a Rússia para lançamento da sonda  ExoMars.[28]

A presidente da Comissão Europeia, Ursula von der Leyen, disse que "a União Europeia e seus parceiros estão trabalhando para minar a capacidade de Putin financiar sua máquina de guerra". Segundo o economista Liam Peach, cerca de 50% das reservas russas de capital ficaram indisponíveis, e de acordo com Bruno Le Maire, ministro das finanças da França, o total de verbas congeladas chega a um trilhão de dólares. A nova rodada de sanções, considerada sem precedentes pelo seu rigor e alcance, começou a produzir efeitos negativos sobre a economia russa imediatamente. O rublo desvalorizou em uma taxa recorde de 40% em relação ao dólar, a Bolsa de Moscou fechou temporariamente, e o Banco Central elevou suas taxas de juros em 20% e decretou uma série de outras medidas emergenciais para equilibrar o rublo e impedir um saque desenfreado de depósitos. Foi noticiada uma corrida de clientes para sacar em caixas automáticos, a maior demanda por dinheiro vivo desde 2020. Estoques de ações russas foram vendidos em larga escala. O maior banco do país, o Sberbank, deixou de operar na Europa e viu suas ações caírem mais de 95% na Bolsa de Londres. As ações de outros grandes bancos do país, incluindo Rosneft e Lukoil, também caíram. A Federação Mundial de Bolsas de Valores suspendeu todos os seus membros russos e afiliados.
O Banco Central da Rússia declarou que "o sistema bancário russo é estável, tem capital e liquidez suficientes para funcionar sem problemas em qualquer situação. Todos os fundos dos clientes nas contas estão seguros e disponíveis a qualquer momento". Clemens Grafe, economista da Goldman Sachs, avaliou que "embora anteriormente o BCR pudesse contar com suas reservas para suavizar qualquer volatilidade temporária no rublo, não é mais capaz de fazê-lo". Para Sergei Guriev, antigo economista-chefe do Banco Europeu para a Reconstrução e o Desenvolvimento, as sanções impostas recentemente contra a Rússia provavelmente significarão, no longo prazo, um êxodo de investidores estrangeiros, perda de acesso a tecnologias e fuga de capital humano. Outras análises preveem um importante declínio na economia russa, sendo esperada uma alta taxa de inflação e expressiva contração do PIB, embora ainda haja muita incerteza devido a uma situação geopolítica ainda instável.
Uma série de companhias privadas também se integrou voluntariamente ao movimento de sanções limitando ou encerrando suas operações na Rússia ou com a Rússia. As redes de cartão de crédito Mastercard e Visa, por exemplo, bloquearam as operações com diversas instituições ligadas à Rússia. As companhias de pagamentos online PayPal, Google Pay e Apple Pay também encerraram suas atividades na Rússia, assim como empresas de entretenimento como a Disney, Warner Bros e Sony Pictures Entertainment interromperam a divulgação de novos filmes. As empresas automotivas Ford, General Motors, Jaguar, Volvo, Renault,  Harley-Davidson, Daimler, entre outras, encerraram suas vendas e operações na Rússia. Grandes empresas de tecnologia, como a Apple, Oracle, SAP SE, Ericsson, Microsoft, Dell, entre outras, participam do boicote, bem como corporações de alimentos e bebidas tais como a PepsiCo, Nestlé, Burger King, Unilever, Kellogg’s, McDonald’s, Coca Cola e Starbucks. Em diversos países produtos russos foram removidos de redes de supermercados, bares e restaurantes. Facebook, TikTok e YouTube baniram canais de comunicações estatais russos de suas plataformas, a fim de limitar a campanha de desinformação do governo russo sobre o conflito.

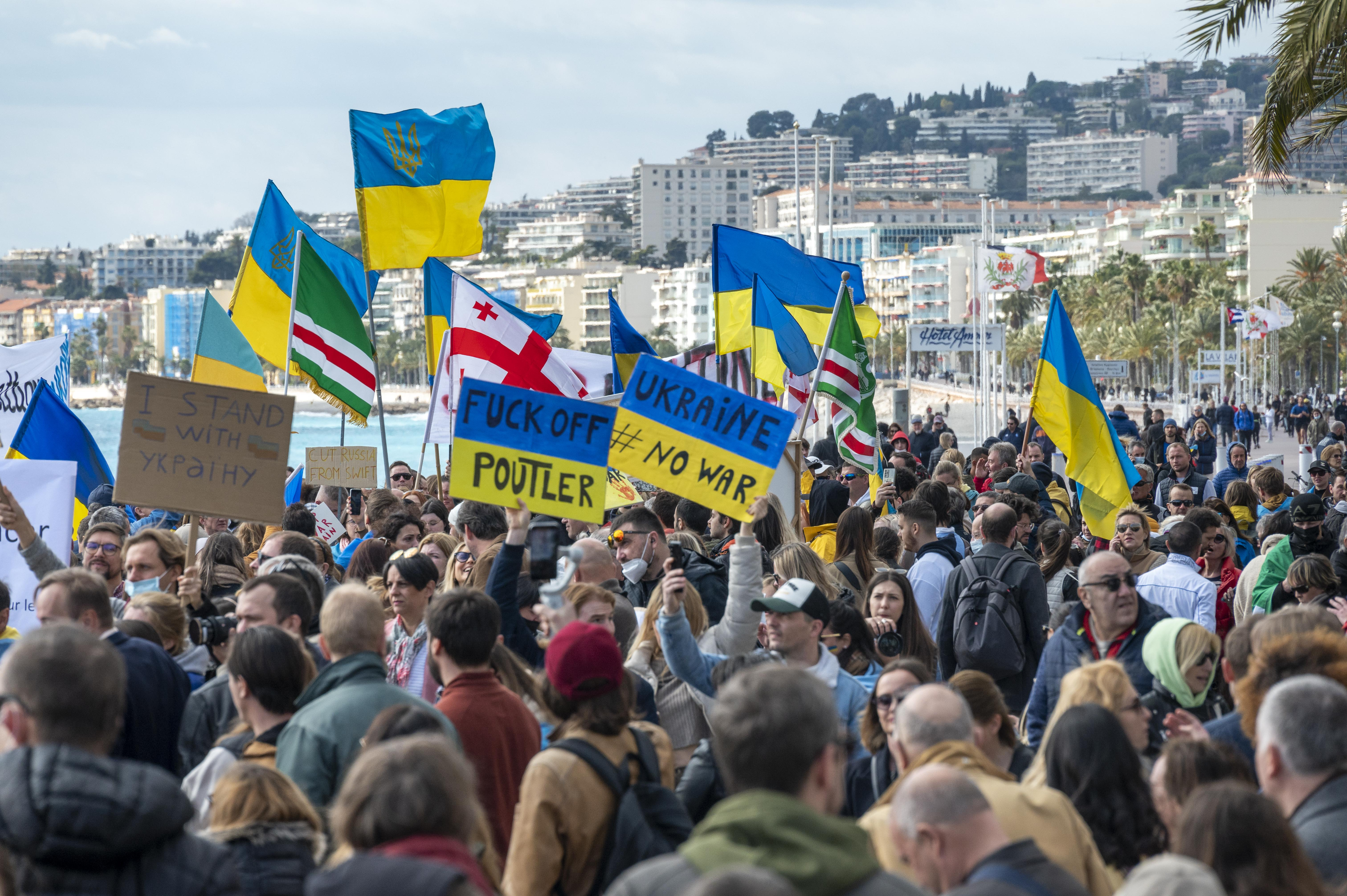
Manifestação popular contra a guerra em Nice, na França

Até 16 de março cerca de 400 grandes corporações haviam suspendido ou limitado seus negócios com a Rússia. Para Jeffrey Sonnenfeld, deão da Yale School of Management, embora esse boicote possa trazer significativos prejuízos para as companhias que se retiram, existe um forte componente em termos de reputação pública que serve como incentivo. Uma pesquisa da consultoria Morning Consult revelou que mais de 75% dos norte-americanos estão exigindo que as corporações cortem seus laços com a Rússia, e uma recusa poderia significar condenação pública. Tem sido feitas críticas a respeito da possibilidade de essas sanções e boicotes prejudicarem seriamente o povo russo, que não está diretamente envolvido na guerra, mas Sonnenfeld assinalou que exemplos históricos evidenciaram a força desse tipo de medidas para ajudar a resolver conflitos. Desmond Tutu afirmou que as sanções contra a África do Sul foram essenciais para mostrar ao público em larga escala que o regime racista do apartheid não tinha futuro, levando por fim à queda do governo, e a historiadora Norma Cohen referiu que bloqueios de capital foram fundamentais para a vitória dos Aliados na II Guerra Mundial.
Muitos comitês e federações esportivas internacionais se juntaram ao boicote banindo as equipes russas de suas competições ou suspendendo eventos no país, como o Comitê Olímpico Internacional, a Associação Internacional dos Jogos Mundiais, Federação Internacional de Futebol, União das Associações Europeias de Futebol, Federação Internacional do Automóvel (incluindo as competições de Fórmula 1), Federação Internacional de Ginástica, União Ciclista Internacional, Federação Internacional de Tênis, Federação Internacional de Halterofilismo, União Internacional de Patinagem, Organização Mundial de Boxe, Federação Internacional de Boxe, Associação Internacional de Federações de Atletismo, entre outras.